# Сармато
Са̀рмато (на италиански: Sarmato, на местен диалект Sàrmat, Сармат) е малко градче и община в северна Италия, провинция Пиаченца, регион Емилия-Романя. Разположено е на 74 m надморска височина. Населението на общината е 2868 души (към 2010 г.).